# Anomophysis
Anomophysis is een kevergeslacht uit de familie van de boktorren (Cerambycidae). De wetenschappelijke naam van het geslacht werd voor het eerst geldig gepubliceerd in 1981 door Quentin & Villiers.

## Soorten
Anomophysis omvat de volgende soorten:
- Anomophysis absurda (Newman, 1842)
- Anomophysis aegrota (Newman, 1842)
- Anomophysis alfura (Lansberge, 1884)
- Anomophysis alorensis Lackerbeck, 1998
- Anomophysis australis Quentin & Villiers, 1981
- Anomophysis bouvieri (Lameere, 1903)
- Anomophysis ceramensis (Lansberge, 1884)
- Anomophysis confusa Quentin & Villiers, 1981
- Anomophysis coxalis (Gahan, 1900)
- Anomophysis ellioti (Waterhouse, 1884)
- Anomophysis elongata Quentin & Villiers, 1981
- Anomophysis hainana (Gressitt, 1940)
- Anomophysis inscripta (Waterhouse, 1884)
- Anomophysis katoi (Gressitt, 1938)
- Anomophysis majerorum Lackerbeck, 2000
- Anomophysis malasiaca Quentin & Villiers, 1981
- Anomophysis modesta Quentin & Villiers, 1981
- Anomophysis plagiata (Waterhouse, 1884)
- Anomophysis serricollis (Thomson, 1877)
- Anomophysis soembensis Quentin & Villiers, 1981
- Anomophysis spinosa (Fabricius, 1787)